# 山下薬品
山下薬品株式会社・卸部 （やましたやくひん）は、医薬品の卸売を中心とする日本の企業であった。現在はスズケングループの一社「翔薬」である。医薬品の卸売手。地盤は鹿児島県。

## 概要
- 本社は 鹿児島県鹿児島市伊集院前
- 代表取締役社長　山下喜平次
- 資本金 100万円
- 決算期　4月・10月
- 取引銀行　鹿児島銀行

## 沿革
- 1949年（昭和24年）4月 - 「山下薬品」設立
- 1962年（昭和37年）9月 - 大黒南海堂に卸部門を譲渡

## 営業所
- 鹿児島支店・鹿児島市高麗町56　支店長・山下利晴